# Синий Утёс
Синий Утёс — посёлок в Томском районе Томской области, входит в состав Спасского сельского поселения.
Расположен в 7 километрах от Томска, рядом с селом Коларово, на высокой скале на берегу Томи, сложенной из глинистого сланца серо-синего цвета, и из-за этого обстоятельства названой Синим утёсом (чьё название перешло к посёлку), являющейся геологическим памятником природы.

## История
Вскоре после основания Томска на Синем утёсе была поставлена сторожевая башня, сообщающаяся сигналами с караульными Лагерного сада, а оттуда вести передавались защитникам Томского острога. Позже, когда по Спасскому тракту лёг караванный путь из Китая и Монголии, на Синем утёсе была поставлена посольская изба для иноземных и сибирских гостей и торговцев. 
В советское время посёлок представлял собой охраняемый режимный объект — дом отдыха Томского обкома КПСС с домами обслуги[В источнике речь только о бывшей даче Лигачёва, а не о всём посёлке]. В послеперестроечное время дом отдыха отошёл от областных властей в самостоятельную организацию. Однако, в 2012 году, по инициативе только что избранного губернатора Томской области С. Жвачкина, большая часть дома отдыха была выкуплена за 135,5 млн рублей и вернулась в лоно областной администрации как бизнес-центр «Деловой мир», выполняющий «дипломатические функции Томской области».

## Население
| 2002 | 2008 | 2009 | 2010 | 2011 | 2012 | 2013 | 2014 | 2015 |
| ---- | ---- | ---- | ---- | ---- | ---- | ---- | ---- | ---- |
| 511  | ↘483 | ↗486 | ↘474 | ↘473 | ↘470 | ↘464 | ↗476 | ↘472 |
| 2021 |      |      |      |      |      |      |      |      |
| ↗500 |      |      |      |      |      |      |      |      |

## Организации
- Бизнес-центр «Деловой мир», принадлежащий Администрации Томской области[12];
- Санаторий «Синий Утёс», принадлежит Сибирскому химическому комбинату и ЗАТО Северск;
- 25-метровый плавательный бассейн;
- Пивоваренная компания «Утёс»;
- Синеутёсовская средняя общеобразовательная школа;
- Детский сад присмотра и оздоровления детей.